# Bernd Rupp
Bernd Rupp (24 de febrero de 1942) es un exfutbolista alemán.

## Carrera

### Club
Con el Borussia Mönchengladbach logró 119 presencias y 50 goles en Bundesliga, club con el que terminó obteniendo los mayores éxitos de su carrera.
Comenzó su carrera en la Regionalliga del Oeste en 1964 con el Borussia Mönchengladbach con Hennes Weisweiler como entrenador. En su primera temporada con el equipo obtuvo el ascenso a la Bundesliga. Luego del ascenso al campeonato alemán, jugó todos los 34 partidos y realizó 16 goles.
En el 1967 Rupp fue transferido al Werder Bremen, donde jugó dos años. En el 1967 se fue al Colonia. Su carrera acabó entre el 1972 y 1974 de nuevo con el Borussia Mönchengladbach.
En el 1973 alcanzó el más gran resultado de su carrera, venciendo el final de la Copa de Alemania a su ex equipo, en Colonia, por 2-1.
Bernd Rupp realizó en total 274 presencias en Bundesliga, realizando 119 goles. Fue subcampeón de Alemania en el 1968 con el Werder Bremen y en el 1974 con el Borussia Mönchengladbach. Con el Colonia alcanzó el final de la Copa de Alemania en 1970 y en el 1971. Con el Borussia Mönchengladbach perdió el final de Copa de la UEFA en el 1973 contra el Liverpool.

### Selección nacional
Después de la Copa del Mundo de 1966 el entrenador de la República Federal de Alemania, Helmut Schön, probó algunos nuevos jugadores. Así el 12 de octubre de 1966 enfrentó a Turquía. Alemania venció 2-0 y Rupp realizó el segundo gol al 85.º. Aquella fue su única presencia en la selección nacional.

## Palmarés
- Copa de Alemania (1): 1972-73.